# 여백 (회화)
여백(영어: White space)이란 회화에서 실제로 사물이 존재해야 할 곳에 어떠한 효과 없이 공간을 비움으로써 혹은 마치 미완성으로 보이는 듯 한 과감히 생략된 공간을 뜻한다. 이로 인해 보는 사람으로 하여금 빈 공간을 상상하게 하며 반대로 무엇인가 그려진 표현 부분에 시선이 다시 한 번 집중되어 시각적인 흐름을 유도한다. 여백은 말 그대로 생략된 표현에 그칠 수도 있으나, 적절한 배치와 작가의 표현력으로 인해 엄청난 힘을 발휘할 수 있는 조형구도의 절제미, 과감한 조형 구성력 등을 발휘하게 된다.

## 여백의 구분
동양화의 특징상, 사물을 고정된 선으로 표현하는 게 주 된 방법론이었기 때문에 형체가 불분명한 그림자, 공기 등을 표현하지 않기 때문에 실제로 하늘, 물, 원근감의 표현 등으로 인해 여백의 부분이 생기기 마련이다. 그리고 이러한 표현 능력은 수묵의 자연스러운 번짐과 대비를 통하여 덧칠 없이 빈 공간을 남겨두지만 완성도 있는 회화 방식을 구성하는 데 매우 자연스러웠다. 이러한 여백을 ‘사물의 일부, 혹은 전체를 생략으로 표현된 여백’ 이라 볼 수 있다. 다른 여백은 말 그대로 사물의 조형 적 배치에서, 조밀한 부분과 듬성듬성한 부분의 배치이다. 이것은 공간 구성적 측면에서의 여백인데, 서양화에서도 쓰이는 용어로 주로 조형적 구성 상의 여백이라 볼 수 있다.

## 여백과 공백의 차이
공백은 단순히 비어있음을 뜻 한다. 그러나 여백은 의도적으로 남겨둔 빈 공간을 뜻한다.

## 여백의 효과
여백은 감상자의 ‘이해’ 속에 완성 된다. 감상자는 단순히 그려진 그림을 받아들이는 것이 아니라 채워진 부분을 통해 비어 있는 부분을 연상하고 그 과정에서 흥미로움을 느낀다. 또한 자기 머릿 속에서 가장 자연스러운 모습을 상상하게 해 그리지 않았지만 오히려 사진보다 생생한 자기 머릿 속에 대상의 모습을 구현할 수 있게 된다. 또한 시선의 흐름이 역동적으로 이동하고 효과적으로 집중, 혹은 무시 할 수 있기 때문에 그림의 구조가 명료하고 그 과정에서 미적 카타르시스를 느낄 수 있게 한다.

## 같이 보기
- 구도
- 네거티브 스페이스
- 단 (인쇄)
- 여백 (타이포그래피)